# Чалджиево
Чалджиево (на гръцки: Φιλώτας, Филотас, до 1926 година Τσαλτζιλάρ, Цалдзилар) е село в Егейска Македония, Гърция, част от дем Суровичево (Аминдео), област Западна Македония.

## География
Селото е разположено в котловината Саръгьол на 6 километра южно от град Суровичево (Аминдео) и на 40 километра от град Лерин (Флорина).

## История
В района на Чалджиево има следи от човешко присъствие от праисторически времена, както е видно от находките от разкопките в местността Амбелия – Орнитонес, като най-старите датират от периода на ранния неолит. Животът на това място продължава до елинистичната и римската епоха. В други местности около Чалджиево - Цаиря, Турку Милос, Лофос, са открити останки от селища от ранната и късната бронзова епоха, желязната епоха, а също така и от последващите исторически периоди.

### В Османската империя
В „Етнография на вилаетите Адрианопол, Монастир и Салоника“, издадена в Константинопол в 1878 година и отразяваща статистиката на населението от 1873 година, Чалджиево (Tchaldjiévo) е посочено като село в каза Джумали с 20 домакинства и 62 жители българи.
В 1889 година Стефан Веркович пише за Чалджиево:
| „ | Село Ченчилар, състоящо се от 350 мохамедански къщи. Данъкът им е 32200 пиастри. Селото е разположено до Островското езеро. Жителите му се занимават със земеделие, скотовъдство и риболов. Веднъж в седмицата във вторник тук става пазар. През Ченчилер минава пътят от Битоля за Лариса. Селото се смята за второ в каазата след Флорина. | “ |

Според статистиката на Васил Кънчов („Македония. Етнография и статистика“) в 1900 година Чалджиево (Чалджиларъ) има 1950 жители турци.
На Етнографската карта на Битолския вилает на Картографския институт в София от 1901 година Чалиево (Чалюр) е чисто турско село в Кайлярската каза на Серфидженския санджак с 410 къщи.
Според статистика на Серфидженския санджак на гръцкото консулство в Еласона от 1904 година в Чалджилар (Τσιαλτζιλάρ), Кайлярска каза, живеят 2250 турци.

### В Гърция
През Балканската война в селото влизат гръцки войски и след Междусъюзническата остава в Гърция. Боривое Милоевич пише в 1921 година („Южна Македония“), че Чалджилар (Чалџилар) има 300 къщи турци. По силата на Лозанския договор в 1922 години турското население на Чалджиево е изселено и на негово място са заселени християни бежанци. Бежанците произхождат от селата:
- Айдими (Αυδήμι), Източна Тракия
- Сурмена (Σούρμενα), Офис (Όφις), Понт
- Богазкьой (Μπογιάζκιοι), Източна Тракия
- Флогита (Φλογητά), Конийско
- Гьолджук (Γιολτζίκ), Източна Тракия[9]

В 1926 година селото е прекръстено на Филотас. В 1928 година Чалджиево е чисто бежанско село с 539 бежански семейства и 2188 жители бежанци.
| Име      | Име      | Ново име | Ново име | Описание                                                |
| -------- | -------- | -------- | -------- | ------------------------------------------------------- |
| Караагач | Καράγατς | Пиги     | Πηγαί    | река на ЮИ от Чалджиево                                 |
| Кутлево  | Κούτλεβο | Харадрес | Χαράδρες | връх на ЮЗ от Чалджиево (721 m)                         |
| Гроки    | Γρόκι    | Химадия  | Χειμαδιά |                                                         |
| Султара  | Σουλτάρα | Вриси    | Βρύση    | местност на Ю от Чалджиево                              |
| Килот    | Κιλὸτ    | Петра    | Πέτρα    | местност на ЮЮИ от Чалджиево по едноименната река Килот |

До 2011 година Чалджиево е център на дем Чалджиево в ном Лерин. Икономиката на Чалджиево е базирана предимно на селското стопанство. Функцията на седалището на дем води до създаването на адекватна инфраструктура – социални и медицински услуги, спорт, образование, култура. В селото има три църкви – „Свети Георги“, „Свети Всилий“ и „Света Петка“. В селото функционира силогос „Черно море“.
Преброявания
- 2001 - 1821 души
- 2011 - 1772 души